# Pierre Jacerme
Pierre Jacerme, né en 1938 à Alger, est un philosophe français.
Il a longtemps enseigné la philosophie en classe de khâgne au Lycée Henri-IV. Lui-même élève de Jean Beaufret dans la khâgne du Lycée Condorcet, il a consacré de nombreux travaux à la pensée de Martin Heidegger.

## Publications principales
- René Descartes, Discours de la méthode, édition de P. Jacerme, Paris, Pocket, 1990, coll. « Agora ».
- La folie. De Sophocle à l'anti-psychiatrie, Paris, Bordas, 1992.
- L’éthique, à l’ère nucléaire, Paris, Lettrage, 2005.
- Introduction à la philosophie occidentale : Héraclite, Parménide, Platon, Descartes, Paris, Pocket, coll. « Agora », 2008.
- Monde, déracinement, présence des dieux, Paris, Éditions du Grand Est, 2009.